# Гафса (област)
Гафса (на арабски: ولاية قفصة‎) е една от 24-те области (вилаети) на Тунис. Разположена е в централната част на страната и граничи с Алжир. Площта на област Гафса е 8990 км², а населението е около 324 000 души (2004). Столица на областта е град Гафса.